# Hum (géomorphologie)
Pour les articles homonymes, voir Hum.

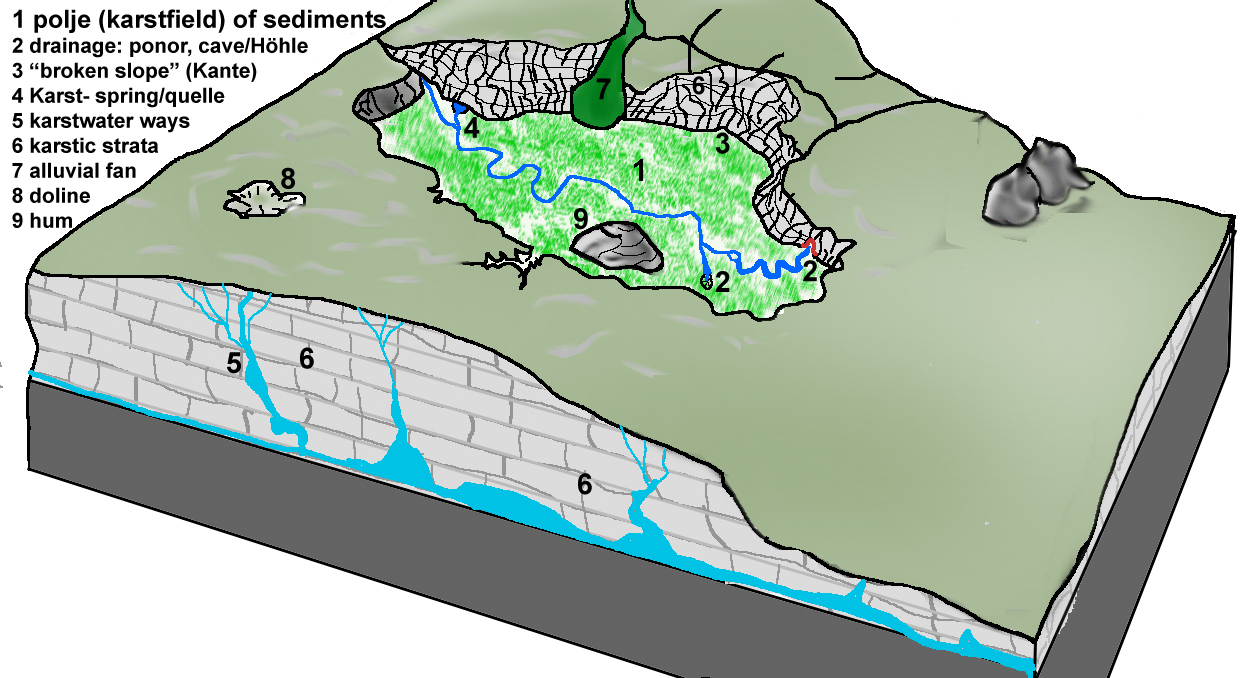
Diagramme d'un poljé; le hum est au centre, en 9

Un hum est une colline calcaire qui émerge sur le fond plat d'un poljé, relief résiduel résultant d'une érosion karstique. 

## Origine du terme

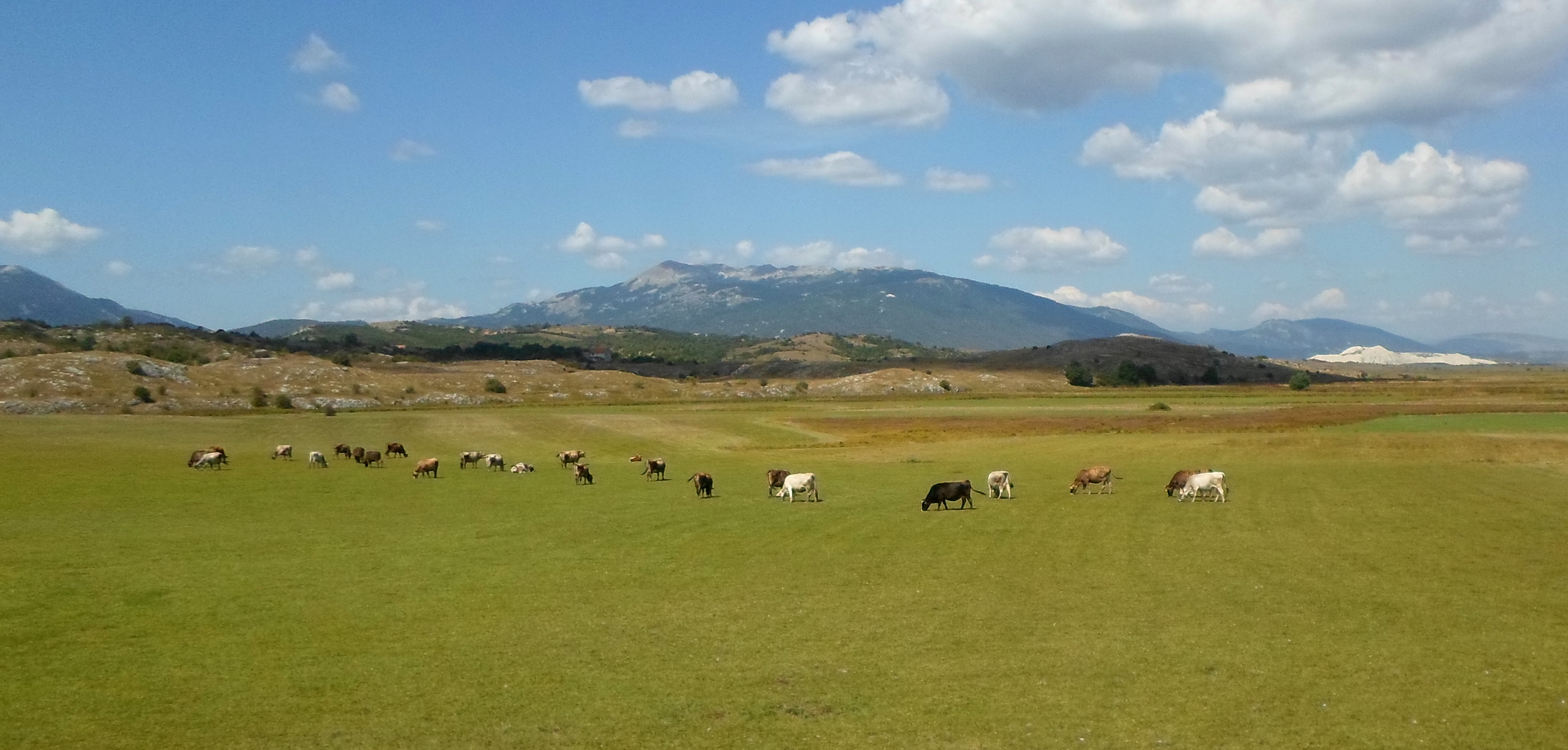
Série de hums (au second plan) dans le poljé de Gacko en Bosnie-Herzégovine

Le terme, d'origine slave, a été introduit par Jovan Cvijić, géographe serbe spécialiste en géomorphologie par généralisation du mot utilisé dans les Alpes dinariques pour désigner ce relief caractéristique des poljés.
Il a un sens équivalent à celui du terme allemand Karstinselberg. 

## Caractéristiques
Le hum est un terme utilisé spécifiquement en karstologie, bien qu'il se rapproche d'autres formes de relief nommées différemment selon les régions du monde (Puy, Mogote, Mesa, Butte-témoin).
La forme des hums est variable, de convexe dans les karsts à mamelons, à conique (karsts à cônes) en passant par une forme en pitons ou tourelles à sommet plat (karst à tourelle ou kégelkarst). Ils comportent en général des grottes cachées en leur sein.

## Toponymes
En Bosnie-Herzégovine, Croatie et Serbie le terme sert fréquemment de toponyme à diverses localités. C'est aussi le nom d'une montagne de Serbie et du Monténégro. 